# Psychotria acreana
Psychotria acreana är en måreväxtart som beskrevs av Kurt Krause. Psychotria acreana ingår i släktet Psychotria och familjen måreväxter. Inga underarter finns listade i Catalogue of Life.